# Jaangiri

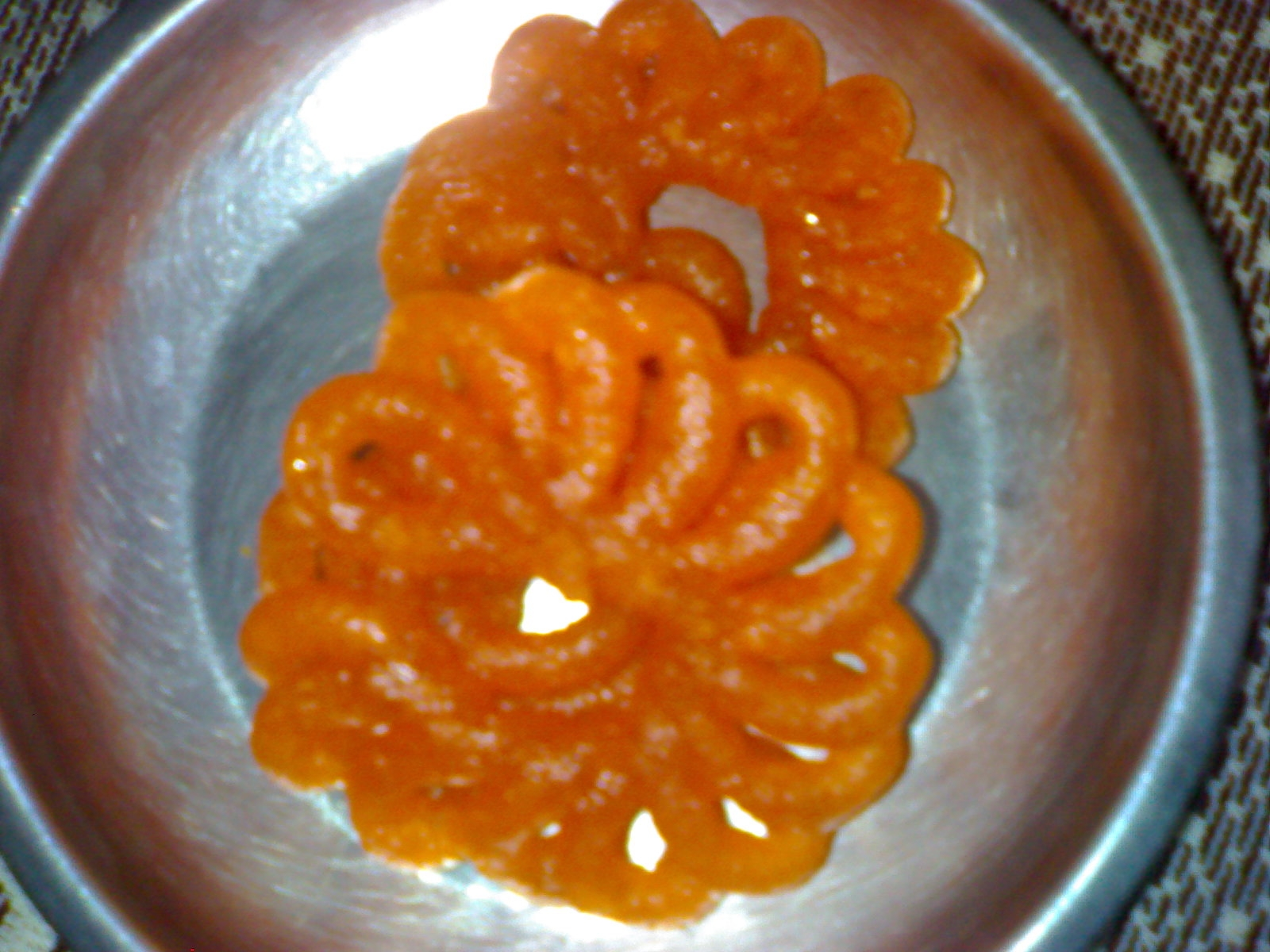
Yangiri.

El yanguiri o emarti es un dulce indio variante del yalebi. En el norte de la India y Pakistán se le llama imarti (urdu/hindi: امرتی/इमरती), y se toma frecuentemente con natillas (daji) para desayunar.
En inglés se escribe jangiri o jaangiri, pero la letra jota se pronuncia como en el nombre inglés John (como una mezcla entre la sh y la ch).
En el sur de la India, este dulce se sirve al final de las comidas y es también popular en bodas y fiestas.

## Ingredientes
El yangri se hace con una variedad de harina de lenteja negra, también llamada coloquialmente yalebi parappu (dal) o yalebi urad en el sur de la India. Se añade almíbar y azafrán para darle color.

## Preparación

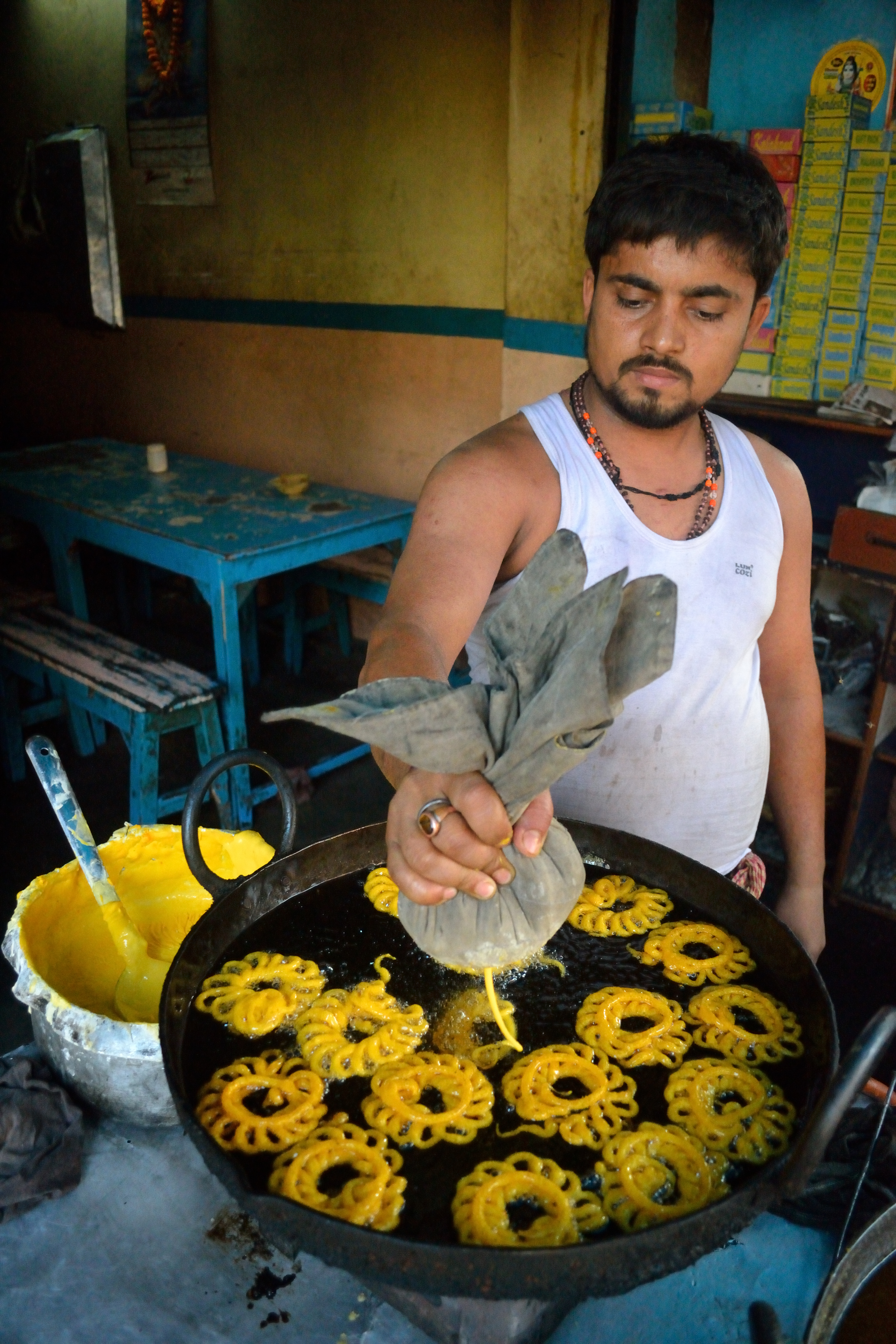
Fotografía tomada en Mall Road, Dum Dum, Kolkata. Vendedor fritando jaangiri.

Se remoja la lenteja negra en agua durante varias horas, y se muele hasta obtener una pasta fina, que se vierte en ghi (aunque a veces se usan otros aceites) para hacer patrones parecidos a los del funnel cake. El tamaño de cada pieza es menor que el de este, sin embargo, y a menudo, se deja un pequeño anillo en el centro alrededor del cual se dispone geométricamente la figura.
Antes de freír la masa, se prepara almíbar y se aromatiza con alcanfor, clavo, cardamomo y azafrán. La masa frita se moja entonces en almíbar hasta que crece y absorbe una cantidad importante de líquido. En el norte de la India y Pakistán, los imartis suelen escurrirse, por lo que tienden a ser más secos que los yalebis. Los dulces pueden servirse calientes, a temperatura ambiente o a veces refrigerados.